# Unstoppable (canción de China Anne McClain)
«Unstoppable» es el tercer sencillo de la banda sonora A.N.T. Farm y fue interpretada por China Anne McClain. Fue escrita por Niclas Molinder, Joacim Persson, Johan Alkenas, Charlie Mason, China Anne McClain.

## Fondo y composición
En su segunda entrevista de Radio Disney, China admite que se trata de una canción original que fue hecha por ella y que estaba nerviosa para grabarla. La versión completa de la canción está en la banda sonora. También fue interpretada en el episodio de A.N.T. Farm América Necesita Talentos en versión acústica con una guitarra por Chyna Parks (China Anne McClain).